# Isao Yoneda
Isao Yoneda (Hamburgo, Alemania, 20 de agosto de 1977) es un gimnasta artístico, nacido alemán pero nacionalizado japonés, retirado, campeón olímpico en el concurso por equipos en 2004.

## 2004
En los JJ.OO. celebrado en Atenas logra la medalla de bronce en la barra fija, por detrás del italiano Igor Cassina y el estadounidense Paul Hamm. Asimismo ayuda a sus compañeros a lograr la medalla de oro, quedando por delante de Estados Unidos (plata) y Rumania (bronce).